# Комедианты (фильм, 1992)
«Комедианты» — кинофильм.

## Сюжет
Действие происходит в 1950-х годах. В провинциальной ирландской деревеньке происходит неслыханное: у молодой незамужней женщины по имени Тара Магуайр (Робин Райт) рождается ребёнок, а мать отказывается назвать имя отца. Тара — женщина редкостной красоты, она нравится всем мужчинам города. Особенное внимание ей оказывает сержант Хэгерти (Альберт Финни). Прибытие в деревню театральной труппы ещё более накаляет обстановку, особенно когда Тара влюбляется в одного из её участников.

## В ролях
- Альберт Финни — сержант Хегарти
- Эйдан Куинн — Том Кейси
- Робин Райт — Тара Магуайр
- Иэн Макэлхинни — Джо Кэссиди